# Денайна
Денайна (англ. Denaʼina) — один з корінних народів Аляски, належать до числа північних атабасків. Колишні назви: танайна (англ. Tanaina), кенайці (рос. кенайцы).
Чисельність близько 1000 осіб, серед них лише 50 носіїв рідної мови (M. Krauss, 2007).
Сусідами денайна є дег-хітан на північному заході, верхні кускоквіми на півночі, танана на північному сході, атна на сході, юпіки на заході, алутіїки на півдні. Юпіки та алутіїки належать до числа ескімосів, решта, як і денайна, — атабаски.

## Розселення

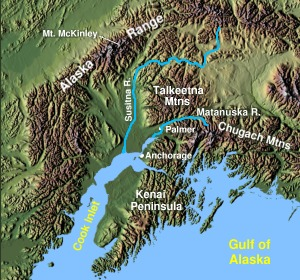
Район затоки Кука — традиційна територія денайна.

Традиційні землі денайна розташовані в центральній частині південної Аляски, навколо затоки Кука (мовою денайна Tikahtnu). Їхня західна межа проходить по лінії річка Кускоквім (англ. Kuskokwim River) — озеро Кларк (англ. Lake Clark, мовою денайна Qizhjeh Vena) — озеро Іліамна (англ. Iliamna Lake, мовою денайна Nila Vena), північною межею є Аляскинський хребет, на сході вони включають басейни річок Сусітна (англ. Susitna River, мовою денайна Susitnu) та Матануска (англ. Matanuska River), на півдні — західну частину Кенайського півострова (мовою денайна Yaghanen, що означає «хороша земля»). Багато денайна живе в місті Анкоридж (мовою денайна Dgheyay Kaq').
Скрізь на традиційних землях денайна більшість тепер становить населення європейського походження. Денайські острівці розкидані в межах різних адміністративних одиниць Аляски. Поселення Кенай (мовою денайна Shk'ituk't), Каліфорнський (мовою денайна Unhghenesditnu), Нінілчик (мовою денайна Nihnalchint ), Саламатов (мовою денайна Ken Dech’ Etl't), Тайонек (мовою денайна Qaggeyshlat) входять до складу боро Кенай. Поселення Нондолтон (мовою денайна Nunvendaltin), Ільямна (мовою денайна Ch'ak'dalitnu), Педро-Бей адміністративно належать до боро Лейк-енд-Пенінсула. Лайм-Вілледж (мовою денайна Hekdichen Hdakaq') та Стоуні-Ривер належать до округу Бетел, Нік (мовою денайна Niteh), Александр-Крік (англ. Alexander Creek, мовою денайна Tuqen Kaq’) — до боро Матануска-Сусітна, а селище Еклутна (англ. Eklutna, мовою денайна Idlughet) є частиною муніципалітету Анкоридж.
Денайна єдині з числа аляскинських атабасків живуть не лише у внутрішніх, а й у прибережних районах.

## Мова
Говорять переважно англійською мовою, вона є мовою освіти. Зберігають також рідну мову денайна, яка належить до південноаляскинської групи атабасканських мов.
Атабасканські мови тісно пов'язані між собою. Носії різних мов часто здатні спілкуватися між собою, хоча й з певними труднощами.
Мова денайна має 4 діалекти: верхньої затоки (англ. Upper Inlet), зовнішньої затоки (англ. Outer Inlet), іліамна (англ. Iliamna) та внутрішніх районів (англ. Inland).
1908 року Міністерство освіти США відкрило на станції Сусітна першу школу для навчання денайнських дітей. Ця подія стала початком засвоєння індіанцями англійської мови та втрати ними рідної.
У 1970-х роках був створений великий обсяг лінгвістичної документації, присвячений мові денайна. Більшість цих робіт належить Джеймсу Кері (англ. James Kari). Були складені словники, 1972 року розроблена практична орфографія. Участь у розробці цих матеріалів брало багато носіїв мови. Відтоді мовою денайна було написано багато літературних творів, укладені навчальні матеріали.
1974 року Центр мов корінного населення Аляски (англ. Alaska Native Language Center) видав першу книжку мовою денайна «K'eła Sukdu, The Mouse Story» авторства Пітера Каліфорнського (англ. Peter Kalifornsky), лінгвіста й етнографа, етнічного денайна. Книжки «Alaska: The Territory of the Upper Cook Inlet Dena'ina» Шема Піта (англ. Shem Pete, 1987) і «Dena'ina Legacy: K'tl'egh'i Sukdu: The Collected Writings of Peter Kalifornsky» Пітера Каліфорнського (1991) є неоціненними ресурсами, що стосується мови, культури та топонімів денайна. Останній твір приніс авторові Американську книжкову премію (англ. American Book Award) 1992 року.

## Історія
Точна дата, коли атабаски денайна прийшли в район затоки Кука невідома, сталося це в період між 500 і 1000 рр. після Р. Х. До європейської колонізації Кенайський півострів був однією з найгустонаселеніших областей Аляски.
Перша зустріч індіанців денайна з європейцями відбулася 1778 р., коли капітан Джеймс Кук досліджував затоку Кука. Вільям Андерсон (англ. William Anderson) склав словник з десяти слів, це був перший запис для мови денайна й мов атабасків Аляски взагалі. Інші члени екіпажу зібрали низку артефактів денайна.
Ще раніше в регіоні з'явилися росіяни. 1784 р. вони заснували торгове поселення на острові Кадьяк, яке стало базою для експансії росіян на землі денайна. 1787 р. торгова компанія Лебедєва-Ласточкіна заснувала форти в Касилові (форт Св. Георгія) та Кенаї (форт Св. Миколая), менші пости в Тайонеку та Старій Ільямні. Росіяни налагодили торгівлю хутром з місцевим населенням. Утиски та зловживання російських торговців спровокували збройний напад індіанців, воїни денайна знищили декілька російських торгових станцій, навіть штурмували форт Св. Миколая. Багато співробітників торгових компаній, які врятувались під час нападу, повернулися до Росії. Зовсім небагато торговців та місіонерів залишилися на землях денайна. Залежність племені від російської влади була лише номінальною.
Крім європейських товарів росіяни принесли на Аляску свою релігію. Епідемія віспи 1838 року вбила щонайменше половину денайна. Спроби денайнських шаманів боротися з хворобою зазнали невдачі. Це відкрило шлях для місіонерів російської православної церкви.
Торгівля з росіянами приносила вождям денайна значні доходи. Виконуючи роль посередників, вони використовували сталі торговельні зв'язки з атабасками внутрішніх районів, постачали на північ тютюн, чай, сірники, намиста, тканини та інші товари в обмін на хутро.
1867 р. Росія продала Аляску Сполученим Штатам. У перші роки для денайна мало що змінилося. Замість росіян свої торгові станції в 1860-1880-х рр. відкрили американці, але їх було небагато. Ціни на хутро лишалися високими, денайна процвітали. 1883 р. Кенай і Тайонек відвідав норвезький етнолог Йоган Якобсен (англ. Johan Adrian Jacobsen) для збору етнографічних матеріалів для Етнологічного музею Берліна.
Притік населення з континентальних штатів розпочався в 1980-1990-і рр. 1882 р. в Касилові, а 1883 р. в Брістоль-Бей відкрилися рибоконсервні заводи. Розпочався масштабний неконтрольований вилов лосося для потреб цих підприємств, який завдав потужного удару по традиційній економіці місцевого населення. Водночас в регіоні з'являються шукачі золота, підприємницька діяльність яких сполучалася з військовими експедиціями. Падіння цін на хутро 1896 р. викликало крах традиційної торгівлі денайна.
1914 року відкрилася Аляскинська залізниця, а 1915 року на землях денайна було засноване місто Анкоридж, яке стало базою її подальшого будівництва. Залізниця прорізала традиційну територію денайна й пов'язала Анкоридж з містом Фербанкс на півночі. В 1930-і рр. фермери колонізували долину Матануска.
На початку XX ст. епідемії продовжували завдавати ударів денайна. В результаті спалаху кору взимку 1901—1902 рр. померло близько 300 осіб у внутрішньому регіоні. Половина або й більше жителів сіл денайна в районах затоки Кука та озера Кларк померло під час пандемії грипу 1918 року. Частина старих поселень була покинута в 1920-1930-х рр., залишки їхніх мешканців переселилися до інших сіл. Було втрачено багато носіїв традицій, були підірвані соціальні та політичні інститути народу. В 1931 і 1932 рр. Корнеліус Осгуд (англ. Cornelius Osgood) проводив польові дослідження в денайнських селах Кенай, Еклутна, Сусітна, Тайонек та Ільямна, 1937 р. була опублікована його «Ethnography of the Tanaina».
Денайна стали меншістю в басейні затоки Кука. Вони мали пристосовуватись до іншого способу життя. Люди втратили багато мисливських і рибальських угідь. Денайна наймалися на роботу на консервних заводах, будівництві залізниці, в пошуках роботи переселялися до Анкориджа. Нові робочі місця означали, що люди відмовлялися від традиційного способу життя, тепер їжу та одяг можна було купувати за гроші.
1915 р. була створена індіанська резервація Moquawkie в Тайонек. 1934 р. закон Вілера-Говарда, відомий також як Закон про реорганізацію індіанців, визнав право корінних американців на самовизначення й дозволив створювати їм офіційні уряди з обмеженими повноваженнями. Відповідно до цього закону громада денайна в Тайонек (англ. Native Village of Tyonek) 1939 р. ратифікувала свою конституцію та підзаконні акти.
На початку Другої світової війни зростає військова присутність у районі затоки Кука, провадиться будівництво та вдосконалення автомобільних доріг, що пов'язали Анкоридж з основною територією США, будівництво бази повітряних сил. Приріст немісцевого населення на землях денайна ще більше прискорився в 1950-і рр. у зв'язку з відкриттям та освоєнням запасів нафти та газу під затокою Кука та на Кенайському півострові. Для корінних жителів це означало знищення дикої природи та середовища існування риби, виснаження традиційних харчових ресурсів.
1959 року Аляска стала 49-м штатом США. Проте земельні питання денайна лишилися невирішеними. У відповідь на зазіхання на традиційні землі 1961 р. було організоване корінне село Еклутна (англ. Native Village of Eklutna), а 1962 р. — Кенайське індіанське плем'я (англ. Kenaitze Indian Tribe). 1964 року громада Тайонека після кількох років судових процесів отримала компенсацію в 12,9 мільйона доларів від продажу нафти і газу, видобутих на резервних землях племені. Отримані гроші село вклало в нові будинки, інфраструктуру громади та нерухомість в Анкориджі. За фінансової підтримки Тайонека Федерація корінних жителів Аляски (англ. Alaska Federation of Natives) 1966 року провела свій перший з'їзд.
18 грудня 1971 р. Конгрес США прийняв Закон про врегулювання позовних вимог на Алясці (англ. Alaska Native Claims Settlement Act, ANCSA). Відповідно до цього закону було створено 12 регіональних корпорацій корінних жителів Аляски та понад 200 сільських, групових та міських корпорацій. Регіональні корпорації отримали права й на надра, сільські — лише на поверхневі землі. Регіональні корпорації були побудовані за територіальним принципом, без урахування етнічного складу населення. Як результат, акціонери денайна не становлять більшості в жодній регіональній корпорації. Громади селищ Нік, Екултна, Кенай, Тайонек увійшли до складу корпорації Область Затоки Кука (англ. Cook Inlet Region, Inc.), її територія найбільше відповідає традиційним територіям денайна. Громади Нондолтон і Педро-Бей стали частиною Корінної корпорації Брістоль-Бей (англ. Bristol Bay Native Corporation), а громада Лайм-Вілледж — корпорації Чаліста (англ. Calista Corporation).
2004 р. в місті Анкоридж була зведена новаторська будівля Племінної ради Затоки Кука (англ. Cook Inlet Tribal Council) під денайнською назвою Nat'uh, «наше особливе місце». Це перша громадська будівля в Анкориджі з назвою мовою денайна. Тут представлені фотографії, цитати та артефакти з життя племені. 2008 р. в Анкориджі відкрився Громадський центр денайна (англ. Dena’ina Civic and Convention Center).

## Господарство

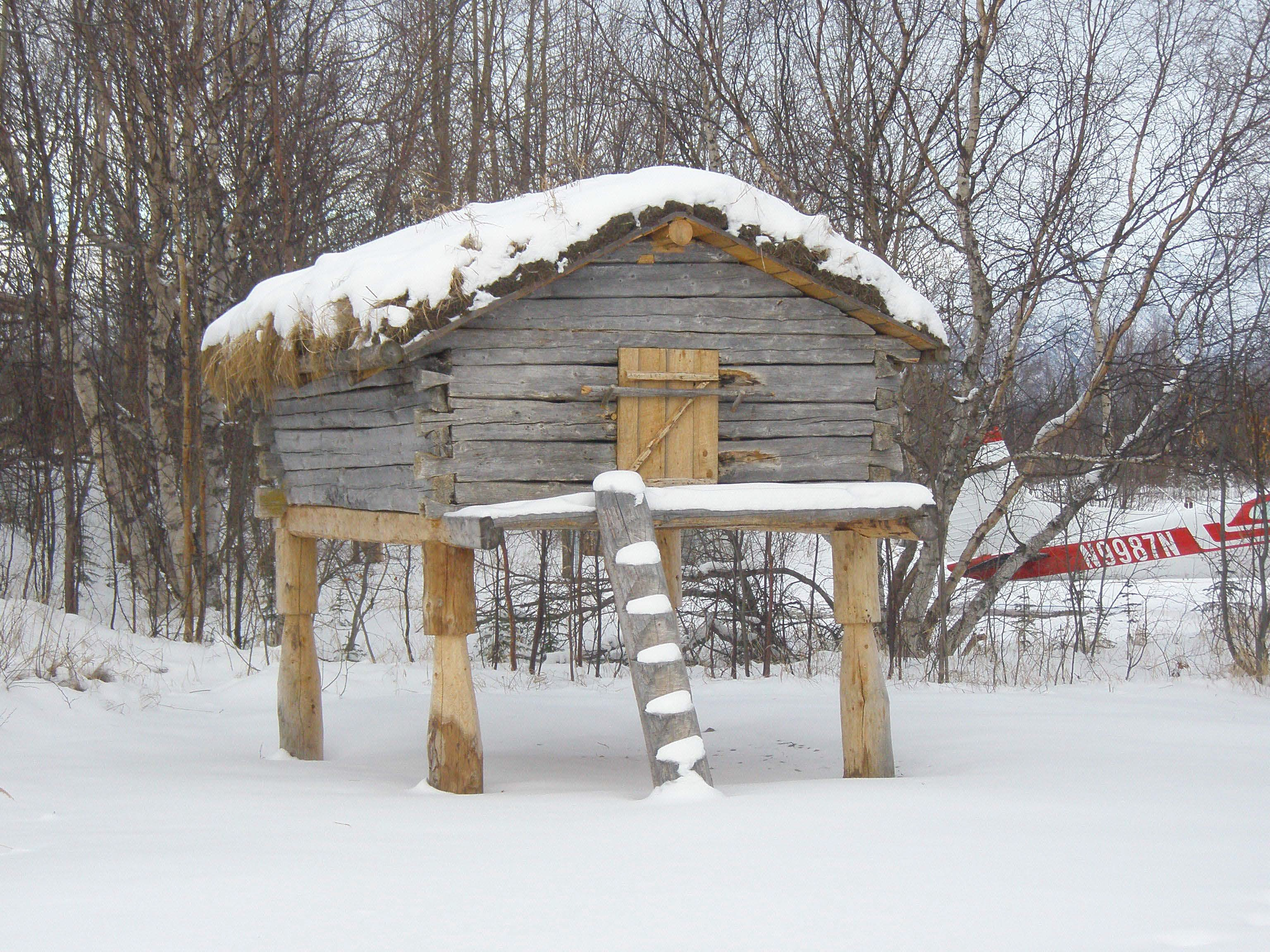
Хатинка рибалок денайна.

Традиційна культура денайна загалом є типовою для індіанців Субарктики, певні відмінності були пов'язані з тим, що вони єдині з північних атабасків мають широкий вихід до океану й певною мірою адаптувалися до життя біля моря. Основними заняттями були рибальство та мисливство. Місцеві річки багаті на лосося. В затоці Кука та на озері Ільямна полювали тюленів, в затоці — також білух. У лісах та в гірських районах полювали лосів, ведмедів, оленів-карибу, гірських баранів, куріпок, хутрових ссавців.
Денайна вели активну внутрішню та міжплемінну торгівлю. Жителям внутрішніх районів вони постачали морські ресурси. Денайна вигадали криті ями для холодного зберігання лосося. Цей метод дозволяв їм тривалий час тримати продукти для всього села, а також для потреб торгівлі.
Річками пересувалися в каное з бересту або шкіри, запозичили в ескімосів шкіряні каяки та уміаки. По снігу ходили в снігоступах. В середині XIX ст. почали використовувати упряжки їздових собак, у XX ст. — парусні та моторні човни, з 1960-х рр. — снігоходи. На початку 1930-х років важливим транспортним засобом для денайна внутрішніх районів стала авіація. На сьогодні вона є для них єдиним транспортним засобом: паливо, продовольчі товари, медикаменти, витратні матеріали та пошта надходять лише повітрям.
Зараз денайна займаються комерційним рибальством, працюють на будівництві та в інших галузях, деякі здійснюють авіаперевезення на власних невеличких літаках, супроводжують як гіди рибалок та мисливців. У деяких районах зберігають традиційні заняття.

## Суспільство
Денайна поділялися на 11 матрилінійних родів, які об'єднувались у дві екзогамні фратрії, одна з яких включала 5 родів, інша — 6. Шлюби вкладалися лише між представниками різних фратрій.
На чолі суспільства стояла традиційна еліта. Це були багаті люди, що висунулися завдяки своїм мисливським та військовим здібностям, якостям лідерів, накопиченому багатству та щедрості. Окремі особи та цілі сім'ї використовували практику потлач, роздаючи під час церемонії одноплемінникам подарунки, так вони підвищували свій престиж і соціальний статус. У кожному селі зазвичай був свій голова. Лідери контролювали родову власність, землі та природні ресурси, здійснювали перерозподіл статків, здобутих членами громади. Вони ж були найактивнішими учасниками торгівлі. Спадщина визначалася за правилами авункулату.
Більш організоване керівництво з чіткими лідерами та радами, як правило, утворювалось лише під час проведення військових або рейдерських операцій. Головними ворогами для денайна були ескімоси.
Заможні денайна володіли рабами, які походили переважно з ескімоських громад. Через декілька років рабам могли дату свободу. Якщо колишній раб при цьому приймав рішення залишитися, зростав авторитет його господаря.
В сучасних селах денайна існують ради корінного населення на чолі з виборним мером. Діють також регіональні та сільські індіанські комерційні корпорації, створені за Законом про врегулювання позовних вимог на Алясці 1971 р.

## Вірування

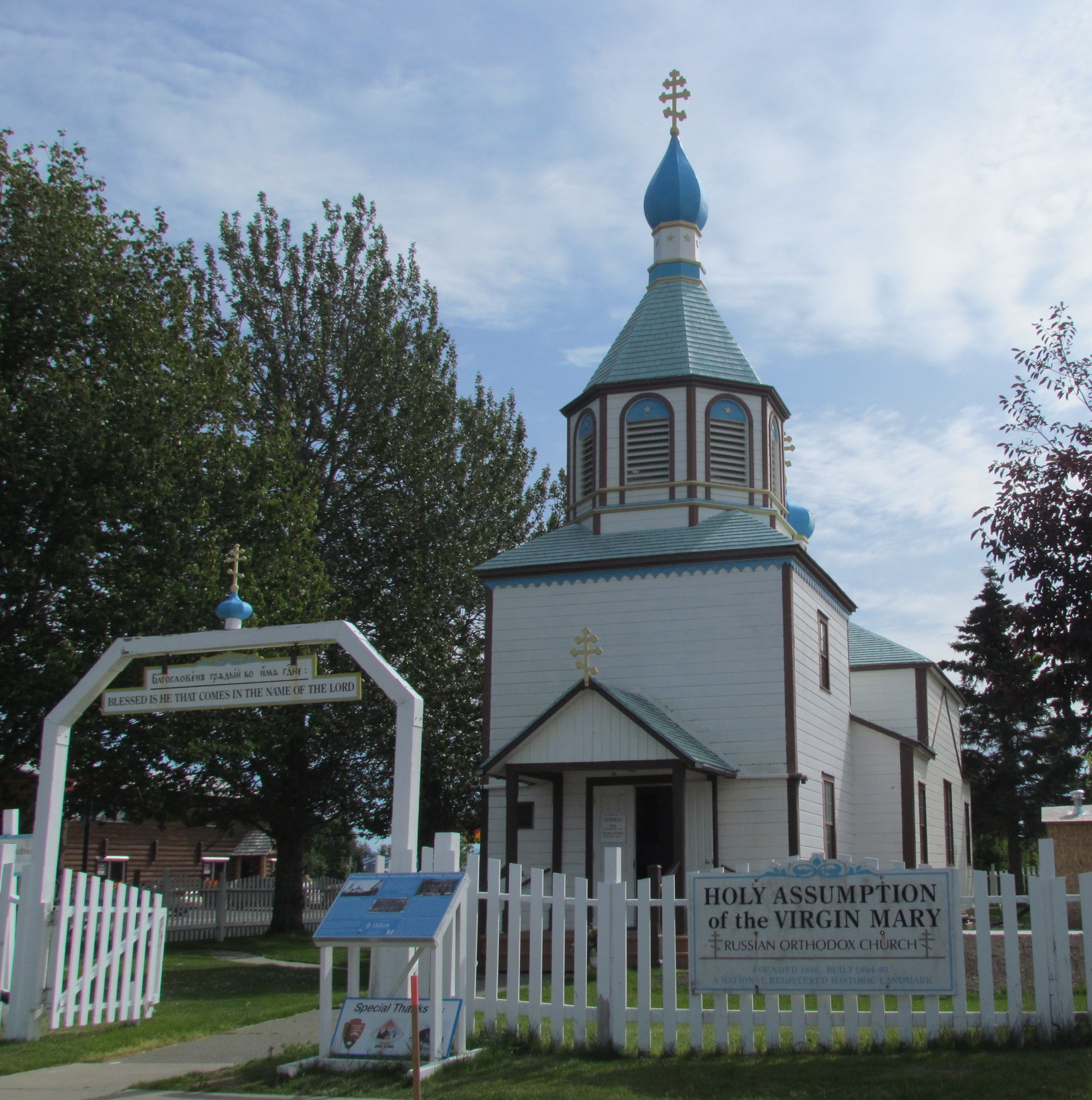
Православна церква в Кенаї.

В основі традиційних вірувань денайна лежать анімізм, шаманізм, тотемізм. Люди вірили, що всі речі в природі наділені надприродною силою, вірили в духів-охоронців, яких мала кожна людина. Існували міфи про культурного героя та трикстера Ворона, цикли переказів (сукду) про надприродних істот, мисливські культи. Дотримувались численних табу, вірили в різноманітні знаки, носили амулети. Шамани були дуже впливовими особами в суспільстві, деякі ставали вождями.
На початку XX ст. більшість денайна прийняла російське православ'я, але їхня релігія має синкретичний характер, поєднує християнські та традиційні вірування та практики. Шамани продовжують діяти як лідери громад та проводять традиційні церемонії зцілення. Православні денайна належать до Аляскинської єпархії Православної церкви Америки. Є також протестанти.

## Побут

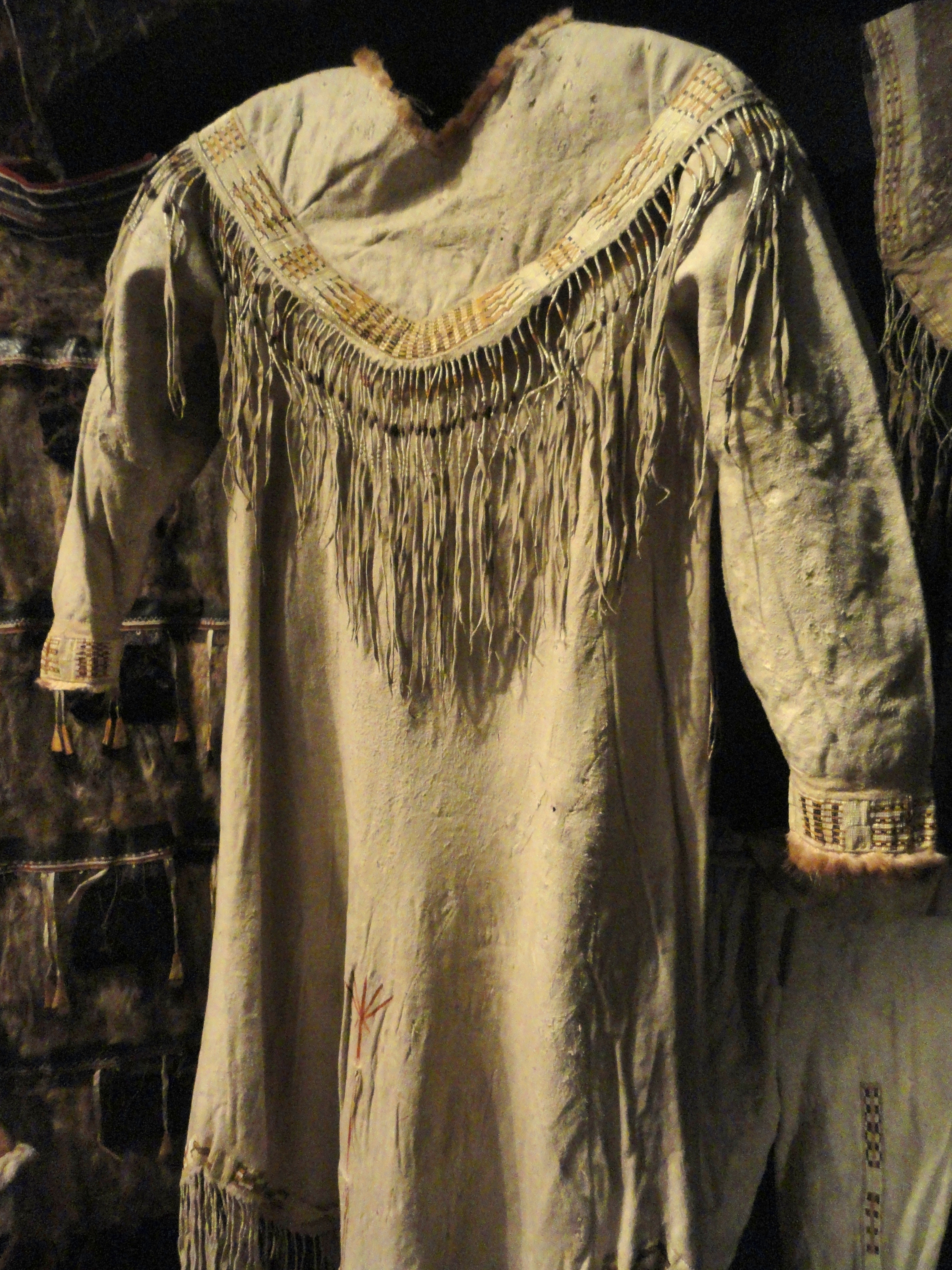
Традиційний одяг денайна.

У минулому денайна вели напівосілий спосіб життя: взимку жили в селищах, а на весну-осінь вирушали на промисли. Зимові селища складалися з великих хат-напівземлянок, розрахованих на цілий лінідж. У суміжних приміщеннях розташовувались парильні, кімнати жіночої гігієни тощо. В рибальських таборах споруджували хатинки з колод та дерену, розраховані на окрему сім'ю, в мисливських таборах ставили намети з бересту або шкір. Згодом стали жити в постійних селах. Замість напівземлянок у XIX ст. стали споруджувати наземні хати зрубного типу, але стіни присипали землею.
Носили звичайний для атапасків одяг. Крім того мали водонепроникні чоботи зі шкіри лосося та парки з китової мембрани. Існували традиції проколювання губ та носа.
Денайна продовжують визнавати, шанувати і зберігати традиційну культуру. У кенайському племені існує так зване Коло традиційних цінностей, яке містить 16 символів: предки (Ts'itsatna), дух-охоронець (Yinihugheltani), вірний шлях (Qiz'unch), турбота (Ada), старійшини (Nadesnaqa), сусіди (Nagh'utdalts'ina), діти (Ch'anikna), історія племені (Nanutset), родовід (Nakenagh), праця (Henu), рослини та тварини (Nudnelyahich'u qeneshi), братерство (Daggeyi), життя серед природи (Ey'uhqats'dalts'iyi), сила, мужність, тверезість, смирення (Na'ini), чесність (Naghet'a), вдячність (Chiqinik).